# Telchinia induna
Telchinia induna is een vlinder uit de familie van de Nymphalidae. De wetenschappelijke naam van de soort is voor het eerst voorgesteld door Roland Trimen in een publicatie uit 1895.

## Verspreiding
De soort komt voor in de bosgebieden en alpiene graslanden van Zambia, Malawi, Mozambique, Oost-Zimbabwe en Zuid-Afrika (Limpopo).

## Waardplanten
De rups leeft op Aeschynomene nodulosa (Baker) Baker f. (Fabaceae).

## Ondersoorten
- Telchinia induna induna (Trimen, 1895) (Zambia, Malawi, Mozambique, Oost-Zimbabwe)
- Telchinia induna salmontana (Henning & Henning, 1996) (Limpopo in Zuid-Afrika)
  - = Hyalites induna salmontana Henning & Henning, 1996)